# Макија Санта Чечилија (Терамо)
Макија Санта Чечилија (итал. Macchia Santa Cecilia) је насеље у Италији у округу Терамо, региону Абруцо.
Према процени из 2011. у насељу је живело 41 становника. Насеље се налази на надморској висини од 895 м.